# Lepechinia chamaedryoides
Lepechinia chamaedryoides là một loài thực vật có hoa trong họ Hoa môi. Loài này được (Balb.) Epling mô tả khoa học đầu tiên năm 1935.